# Cseszneki Pál

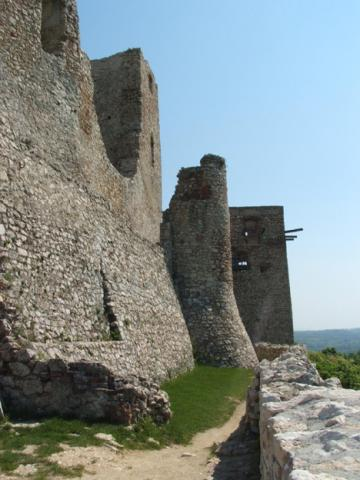
Csesznek, várrészlet

Cseszneki Pál 13. századi magyar birtokos nemes, bakonyi erdőispán s mint királyi kardhordozó az országos bárók egyike.

## Élete
A Bána nemzetségből származó Mihály királyi főlovászmester és bolondóci várnagy fia, Cseszneki Jakab kardhordozó és trencséni ispán öccse volt. 1267-ben IV. Béla király kardhordójaként említtetik.